# NGC 7689
NGC 7689 é uma galáxia espiral barrada (SBc) localizada na direcção da constelação de Phoenix. Possui uma declinação de -54° 05' 39" e uma ascensão recta de 23 horas, 33 minutos e 16,4 segundos.
A galáxia NGC 7689 foi descoberta em 5 de Setembro de 1826 por James Dunlop.